# Papiro di Ossirinco 5101

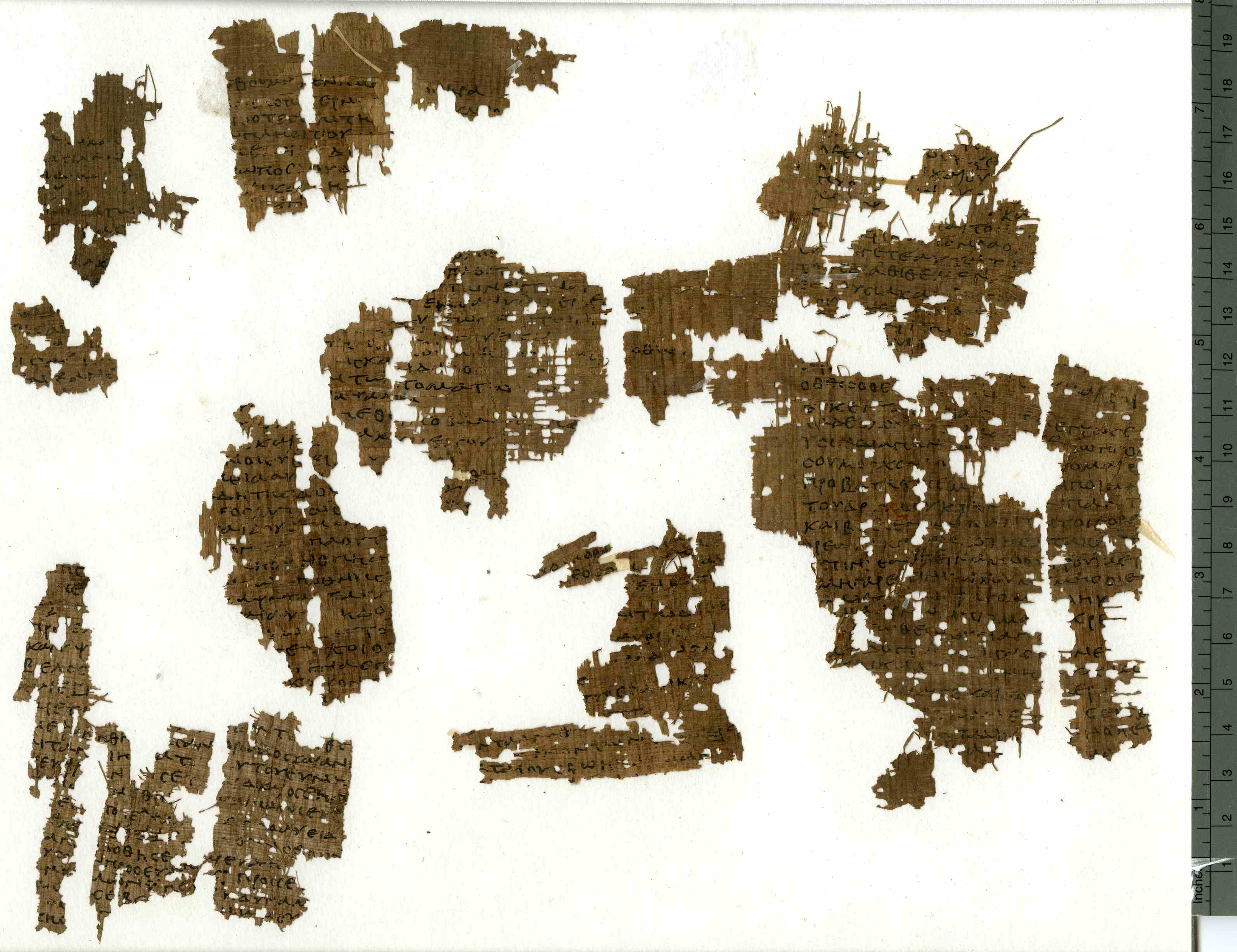
Papiro Ossirinco 5101

Il Papiro Ossirinco 5101, (P.Oxy.LXXVII 5101, Rahlfs 2227) è uno dei papiri di Ossirinco, un rotolo manoscritto contenente un frammento dell'edizione in lingua greca della Bibbia ebraica (Septuaginta) del Libro dei Salmi: 26:9-14; 44:4-8; 47:13-15; 48:6-21; 49:2-16; 63:6-64:5. Il testo contiene il Tetragramma biblico nel seguito scritto in caratteri ebraici.

## Posizione attuale
Attualmente conservato nelle Papyrology Rooms della Sackler Library, ad Oxford, con la catalogazione P. Oxy. L 3522.